# Norderneyer Fischerhausmuseum
Das Norderneyer Fischerhausmuseum liegt im Argonner Wäldchen südlich des Conversationshauses und dem Weststrand auf der Nordseeinsel Norderney. Der Heimatverein Norderney betreut und betreibt das Museum und das Teehuus. Es besteht seit 1937 und ist in einem Nachbau eines alten Norderneyer Fischerhauses aus dem 19. Jahrhundert untergebracht.

## Ausstellung
Schwerpunkte der Sammlung sind die Geschichte des ältesten deutschen Seebades an der Nordseeküste und die karge Lebensweise der ersten Inselbewohner. Zahlreiche Exponate und Dokumente informieren über das Alltagsleben auf Norderney, über Sitten und Gebräuche sowie über die Norderneyer Seefahrertradition und den Fischfang.

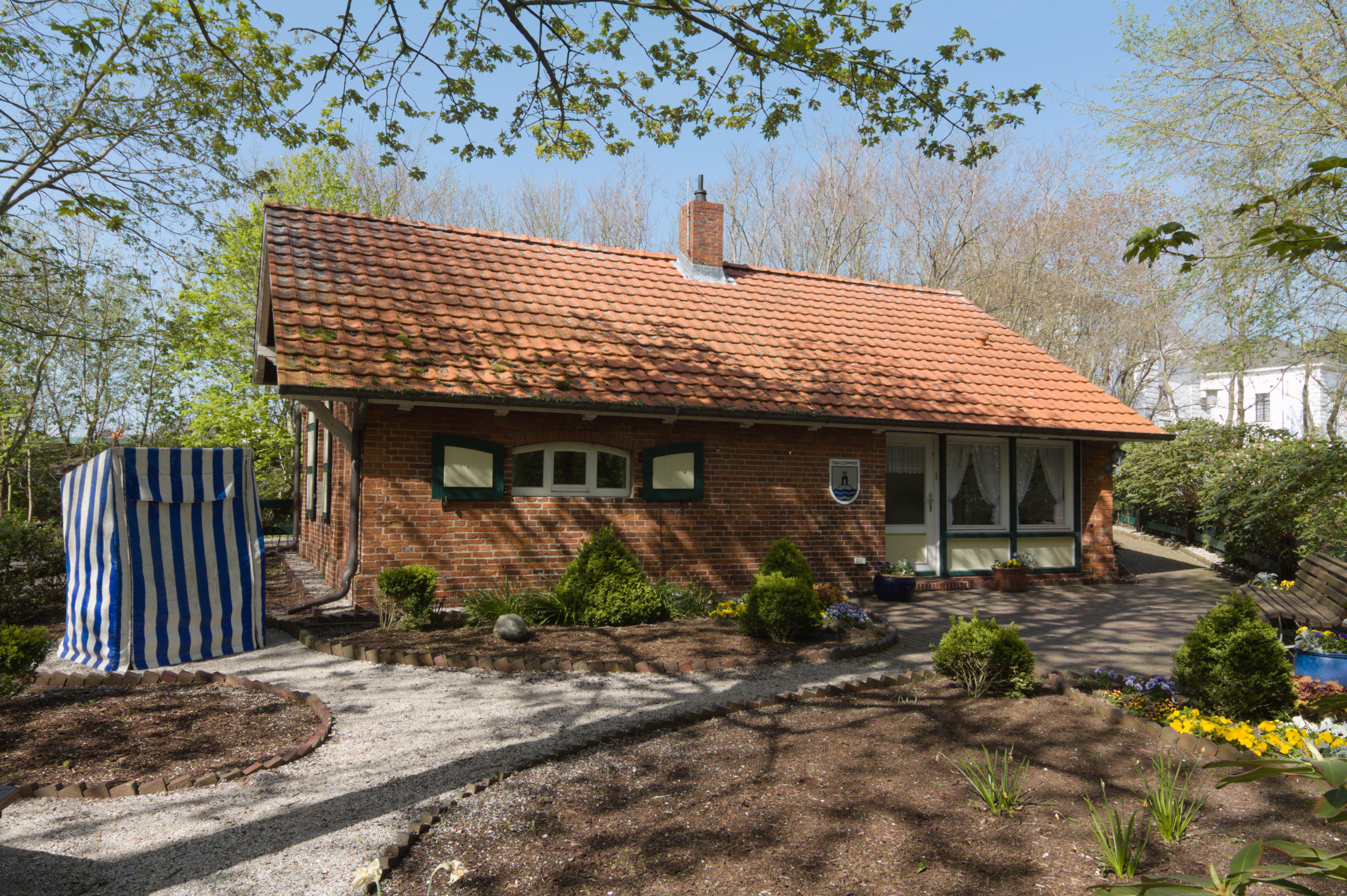
Das Standesamt

Angeschlossen ist das Alte Schießhaus (Weststrandstraße 3) der Seebadeanstalt Norderney. In diesem Gebäude war das städtische Bauamt untergebracht und steht unter Denkmalschutz. Es wird als Hochtiedsstuv (Standesamt) genutzt. Es bietet Platz für bis zu 25 Personen.

## Geschichte
Der Heimatverein Norderney gründete sich am 29. September 1926. Als eine seiner Aufgaben setzte sich der Verein den Aufbau und den Betrieb eines Heimatmuseums. Dazu ließ der Verein nach Plänen des Architekten Erich Tettenborn den Nachbau eines alten Norderneyer Fischerhauses aus dem 17. Jahrhundert errichten. Die Grundsteinlegung erfolgte am 20. August 1934. Zu Pfingsten 1937 eröffnete der Heimatverein das Museum mit einem dreitägigen Programm.